# 法希夫卡 (阿爾切夫斯克區)
48°16′27″N 38°36′11″E / 48.27417°N 38.60306°E
參數所指定的目標頁面不存在，建議更正成存在頁面或直接建立下列一個頁面（建立前請先搜尋是否有合適的存在頁面可以取代）：
- 法希夫卡

法希夫卡（羅馬化：Fashchivka）是位於烏克蘭東部盧甘斯克州阿尔切夫斯克区阿爾切夫斯克市鎮的鎮。
該鎮始建於1795年，於1957年成為市級鎮，2011年人口為4845人，自2014年起由俄羅斯傀儡國卢甘斯克人民共和国實際控制。2024年，烏克蘭將全國市級鎮改制為鎮。

## 人口統計
根據 2001年烏克蘭人口普查，鎮民人口為5461人，他們的母語分配如下：
- 乌克兰语：8.5%
- 俄语：91.3%
- 其他：0.2%